# DynaComware
DynaComware (威鋒數位開發股份有限公司 en chinois) est une fonderie typographique numérique taïwanaise fondée en 1987 (sous le nom de DynaLab Inc.). Elle produit des police de caractères chinoises et japonais.